# Санта-Мария-дель-Пополо (титулярная церковь)
Титулярная церковь Санта-Мария-дель-Пополо была создана Папой Сикстом V 13 апреля 1587 года, в соответствии с апостольской конституцией «Religiosa». Титул принадлежит базилике Санта-Мария-дель-Пополо, расположенной в районе Рима Кампо-Марцио, на Пьяцца-дель-Пополо, от которой она берет свое название, рядом с Порта-дель-Пополо. 

## Список кардиналов-священников титулярной церкви Санта-Мария-дель-Пополо
- Толомео Галльо — (20 апреля — 2 декабря 1587, назначен кардиналом-епископом Альбано);
- Шипионе Гонзага — (5 января 1588 — 11 января 1593, до смерти);
- Оттавио Аквавива д’Арагона старший — (15 марта 1593 — 22 апреля 1602, назначен кардиналом-священником Санти-Джованни-э-Паоло);
- Франческо Мантика — (17 июня 1602 — 30 января 1614, до смерти);
- Филиппо Филонарди — (9 июля 1614 — 29 сентября 1622, до смерти);
- Гвидо Бентивольо — (26 октября 1622 — 7 мая 1635, назначен кардиналом-священником Санта-Прасседа);
- Лельо Биша — (9 февраля 1637 — 19 ноября 1638, до смерти);
  - вакантно (1638—1643);
- Лельо Фальконьери — (31 августа 1643 — 14 декабря 1648, до смерти);
- Марио Теодоли — (28 января 1649 — 27 июня 1650, до смерти);
  - вакантно (1650—1652);
- Фабио Киджи — (12 марта 1652 — 7 апреля 1655, избран Папой Александром VII);
- Джанджакомо Теодоро Тривульцио — (14 мая 1655 — 3 августа 1656, до смерти);
- Флавио Киджи старший — (23 апреля 1657 — 18 марта 1686, назначен кардиналом-епископом Альбано);
- Савио Миллини — (12 августа 1686 — 12 декабря 1689, назначен кардиналом-священником Сан-Пьетро-ин-Винколи);
- Франческо дель Джудиче — (10 апреля 1690 — 30 марта 1700, назначен кардиналом-священником Санта-Сабина);
- Андреа Сантакроче — (30 марта 1700 — 10 мая 1712, до смерти);
- Агостино Кузани — (30 января 1713 — 27 декабря 1730, до смерти);
- Камилло Чибо — (8 января 1731 — 20 декабря 1741, назначен кардиналом-священником Санта-Мария-дельи-Анджели);
- Франческо Риччи — (23 сентября 1743 — 8 января 1755, до смерти);
- Франц Конрад Казимир Игнац фон Родт — (2 августа 1758 — 16 октября 1775, до смерти);
- Джованни Карло Банди — (18 декабря 1775 — 23 марта 1784, до смерти);
  - вакантно (1784—1785);
- Джованни Мария Риминальди — (11 апреля 1785 — 29 января 1789, назначен кардиналом-священником Сан-Сильвестро-ин-Капите); 
  - вакантно (1789—1794);
- Франческо Мария Пиньятелли младший — (12 сентября 1794 — 2 апреля 1800, назначен кардиналом-священником Санта-Мария-ин-Трастевере);
  - вакантно (1800—1801);
- Фердинандо Мария Салуццо — (20 июля 1801 — 28 мая 1804, назначен кардиналом-священником Сант-Анастазия);
  - вакантно (1804—1817);
- Франческо Чезареи Леони — (1 октября 1817 — 25 июля 1830, до смерти);
- Франсиско Хавьер де Сьенфуэгос-и-Ховельянос — (28 февраля 1831 — 21 июня 1847, до смерти);
- Жак-Мари-Антуан-Селестен Дюпон — (4 октября 1847 — 26 мая 1859, до смерти);
- Карло Саккони — (30 сентября 1861 — 8 октября 1870, назначен кардиналом-епископом Палестрины);
  - вакантно (1870—1874);
- Флавио III Киджи — (15 июня 1874 — 15 февраля 1885, до смерти);
- Альфонсо Капечелатро ди Кастельпагано, Orat. — (15 января 1886 — 14 ноября 1912, до смерти);
- Хосе Мария Хусто Кос-и-Мачо — (2 декабря 1912 — 17 декабря 1919, до смерти);
- Хуан Сольдевилья-и-Ромеро — (22 апреля 1920 — 4 июня 1923, до смерти);
- Джордж Уильям Манделан — (27 марта 1924 — 2 октября 1939, до смерти);
- Джеймс Чарльз Макгиган — (22 февраля 1946 — 6 апреля 1974, до смерти);
- Гиацинт Тиандум — (24 мая 1976 — 18 мая 2004, до смерти);
- Станислав Дзивиш — (24 марта 2006 — по настоящее время).